# صديقات العمر (مسلسل)
صديقات العمر، مسلسل تلفزيوني كويتي، أُنتج وعُرض عام 2014، أخرجه منير الزعبي وكتبته أنفال الدويسان، يحكي عن قصة 4 صديقات وتدور الأحداث حول المشاكل الذي تواجهم خلال الحياة العائلية والزوجية.

## بطولة
| الممثل           | الشخصية           |
| ---------------- | ----------------- |
| فاطمة الصفي      | هند               |
| بثينة الرئيسي    | عائشة             |
| صمود الكندري     | مريم              |
| هنادي الكندري    | نجلاء             |
| عبدالله ملك      | محمد أب هند       |
| باسمة حمادة      | فاطمة زوجة أب هند |
| أميرة النجدي     | سلمى اخت هند      |
| سليمان الياسين   | مساعد أب عائشة    |
| طيف              | حصة أم عائشة      |
| عبدالله الطراروة | معاذ أخ عائشة     |
| أحمد الهزيم      | عبدالرحمن اب مريم |
| مي عبد الله      | كوثر أم مريم      |
| شهاب حاجية       | احمد أب نجلاء     |
| أمل عبد الكريم   | هيفاء أم نجلاء    |